# Boštjan Hladnik
Boštjan Hladnik, slovenski filmski in gledališki režiser, * 30. januar, 1929, Kranj, † 30. maj 2006, Ljubljana
Hladnik je pionir slovenskega modernističnega filma. Njegovo najbolj znano delo je Ples v dežju, ki so ga slovenski filmski kritiki proglasili za film stoletja.
Odkril je Marino Urbanc, ki je še kot gimnazijka nastopila v njegovem škandaloznem filmu Ko pride lev.

## Nagrade in priznanja
Leta 2002 je Hladnik prejel viktorja 2001 za življenjsko delo. Leta 2005 je prejel zlati red za zasluge Republike Slovenije pri filmskem ustvarjanju.

## Filmografija
- P. S. (Post scriptum) (1988) (prvi del)
- Čas brez pravljic (1987)
- Portret Franceta Miheliča (1985)
- Kmečki turizem (1983)
- Za vašo srečo (1983)
- Zimski turizem (1983)
- Gorenčev vrag (1982) TV nadaljevanka
- Ubij me nežno (1979)
- Ljudje ob Krki (1978)
- Vabilo (1978)
- Bele trave (1976)
- Pridite in razvedrite se (1976)
- Puntar (1975)
- Revolucija (1974)
- Slovenska Riviera (1973)
- Ko pride lev (1972)
- Maškarada (1971)
- Poljub (1969)
- Sama čista resnica (1969)
- Sončni krik (1968)
- Maibritt, deklica iz otokov (1964)
- Erotikon (1963)
- Peščeni grad (1962)
- Ples v dežju (1961)
- Fantastična balada (1957), dokumentarni film
- Življenje ni greh (1957)
- Pravljica o ljubezni (1954)
- Deklica v gorah (1947)